# Perkowice (przystanek kolejowy)
Perkowice – przystanek kolejowy w Perkowicach, w województwie lubelskim, w Polsce.

## Ruch pasażerski[1]
| Rok  | Wymiana pasażerska na dobę |
| ---- | -------------------------- |
| 2017 | 20-49                      |
| 2018 | 20-49                      |
| 2019 | 20-49                      |
| 2020 | 20-49                      |
| 2021 | 20-49                      |
| 2022 | 20-49                      |
| 2023 | 20-49                      |

## Dane ogólne
W 2009 roku zmodernizowano przystanek i rozebrano stary most nad rzeką Krzną, w miejsce którego zamontowano nowy.
Przystanek posiada dwa perony krawędziowe standardowej wysokości (wysokie), wykończone w całości elementami betonowymi. Perony nie znajdują się naprzeciwko siebie i są oddzielone przejazdem z automatycznymi rogatkami.

## Połączenia
- Chełm
- Dorohusk
- Łuków
- Terespol